# Топ
Топ је артиљеријско оруђе велике дужине цијеви, велике брзине пројектила, високе прецизности, које обично гађа циљ директном путањом. За разлику од хаубице, минобацача и мерзера, полазни углови (између циља и цијеви) су испод 45 степени. У ширем смислу топом се понекад сматра и свако друго артиљеријско оруђе, поготово у популарној литератури.
Оружје које се по особинама налази између топа и хаубице се понекад зове топ-хаубица.

## Топови у земаљској артиљерији
Користе се за директну подршку пјешадије и оклопних јединица. У њихове задатке спадају контрабатирање, противтенковска одбрана, рушење објеката директном ватром и друго.

### Топови глатке цијеви
Топови глатке цијеви јављају се у Европи крајем 14. вијека као допуна мерзерима и бомбардама, који су имали мали домет и нису били погодни за директно гађање. Честа намјена им је уништавање кула на тврђавама и противничке артиљерије. Различите варијанте добијају и називе фокон, кулеврина и друге.
У Дубровнику се канони први пут помињу 1504. Израђује их ливница основана 1410.
У Енглеској у 16. вијеку постоји више врста топова: полутоп од 32 фунте, бастардни топ и топ-серпентина, оба од 42 фунте, топ од 60, и краљевски или дупли топ са масом пројектила од 74 фунте.
Прве пољске топове, погодне за кретање са трупама на бојишту, уводе Швеђани током Тридесетогодишњег рата. Имају пољске топове од 3, 4, 6 и 12 фунти и опсадни т. масе пројектила 24 фунте. Топови од 3 и 4 фунте су у саставу пјешадије.
Средином 17. вијека долази до напуштања топова врло дугих цијеви, због увођења барута бољих особина. Од тада подјела се врши на топове, хаубице и мерзере.
Средином 18. вијека долази до даљих промјена. Пруски цар Фридрих Други Велики одваја пољску артиљерију (са покретљивим оруђима мањег калибра и често, знатно краће цијеви) од опсадне. Пољски топови су од 3, 6 и 12 фунти. У скраћивању цијеви Руси одлазе најдаље, па у суштини праве топ-хаубице (назване једнорози) под П. Шуваловом 1758.
Пољски топови прве половине 19. вијека су често само усавршене варијанте претходних. Већина земаља смањује број калибара на два, ради логистичке једнообразности. Уведен је и шрапнел за дејство против пјешадије.

#### Србија
У току Првог српског устанка израђују се трешњеви топови, а од 1808. бронзани се лију у Београду. Тако године 1813. Срби имају 287 позицијских, 91 пољских и 2 брдска топа.
1835. из Цариграда је поручено седам т. од 7 фунти. Године 1838. у Бечу је купљено 15 топова, 3 од 3 фунте, 8 од 6 и 4 од 12 фунти.
У Крагујевачкој тополивници почиње ливење т. 1853. До 1860. израђено је више од 60 топова два калибра, 6 фунти и 120 mm.

### Спорометни топови са олученом цијеви
Уводе се средином 19. вијека са жељом да се повећа домет топова. Првобитно се пуне сприједа, као и раније врсте, али ускоро долази до увођења острагпунећих оруђа. Руси уводе острагане (пуњење одострага) 1867., Французи 1873., Аустријанци 1875. и Британци 1890. Захваљујући побољшањима, која укључују и барут, пројектил и друго, домет је повећан и преко два пута.
Тако њемачки топ М 96 калибра 77 mm има домет 8000 m, а француски М 1877 80 и 90 mm 7000 m. Међутим брзина гађања све до краја 19. вијека остаје око 2 гранате у минути. Основна врста зрна пољских т. је шрапнел за уништавање пјешадије ван заклона.

#### Србија
Од 1865 до 1885 користи се систем Ла Ит калибра 4 и 12 фунти, израђиван у Крагујевцу. Касније се уводе оруђа пољске и брдске артиљерије Де Банж (De Bange) калибра 80 mm М.85.

### Брзометни топови

#### До Првог свјетског рата
Мала брзина гађања топова претходне генерације је била посљедица тога што је оруђе послије сваког опаљења требало поново враћати у полазну позицију и нишанити. Са системом амортизације удара при опаљењу, увођењем хидрауличке кочнице и ваздушног повратника овај проблем је скоро елиминисан и топовима се повећала брзина паљбе на чак до 20 зрна у минути.
Први топ ове конструкције је био француски М.1897 калибра 75 mm. У погрешном увјерењу да ће будући ратови бити маневарски, занемарују осталу артиљерију све до Првог свјетског рата, што им се тада освећује. Нијемци уводе већи број топова, али не занемарују хаубице и мерзере, којима правилно придају значај у борби са укопаним противником. Аустроугарска пред Први свјетски рат има пољски топ 80 mm М.5 а В. Британија од 18 фунти (83 mm).
Лаки пољски топови пред Први свјетски рат имају калибре 75-80 mm, домет око 8 km.

##### Србија
Из Француске се 1909. набављају пољски топови 75 mm М.1907 Шнајдер и брдски топови 70 mm М.1907 Шнајдер. Уз то 1914. године се набављају и спорометни т. калибра 120 mm М.1897 Шнајдер.

#### Први свјетски рат
Повећава се домет оруђа, а покретљивост се повећава увођењем моторне вуче и монтирањем на жељезничке платформе. Повећава се поље дејства у хоризонтали и вертикали са увођењем двокраког лафета и више барутних пуњења. Јављају се лаки топови за праћење пјешадије 37 mm, и противавионски топови.
Србија има и неке заробљене аустроугарске топове до повлачења војске на Солунски фронт.

#### Између Првог и Другог светског рата
Уводе се нови модели и побољшавају постојећи, с циљем даљег повећања домета, покретљивости и хоризонталног и вертикалног поља дејства. Цијев се продужује и до 50 калибара код неких топова. Покушава се увести и универзални топ, који би био ефикасан за гађање циљева на копну, ваздуху и против тенкова. Такав је топ 80 mm Шкода М.28 уведен у наоружање Краљевине Југославије, али се показао неефикасан против ваздушних циљева.
Уводе се нови бестрзајни топови (за ваздушно-десантне јединице) и противтенковски т. калибра 20-40 mm, пробојности оклопа до 40 mm. Топови за пратњу пјешадије калибра 37-75 mm, пољски топови 75-90 mm и брдски топови 65-77 mm постају честа оруђа у пјешадијским јединицама.

##### Краљевина Југославија
Послије 1. СР располаже са више од 20 модела топова. Касније има: 
- пјешадијске топове 37 mm (М.1916 Пито и М.1915 Шкода)
- брдске 65 mm М.1906, 75 mm М.1915 и М.28 Шкода
- пољске 75 mm М.1907, М.1907а, М.1912 Шнајдер, М.5.8 и М.1928 Шкода
- дугачке 105 mm М.1915-26 Шкода (домет 16 km, маса 3,3 тоне), М.1913 Шнајдер (домет 12 km, масе 2,5 тона) и 150 mm М.1928 Шкода (домет 24 km)

#### Други свјетски рат
Главни правац развоја је на противтенковским топовима. Показује се да су модели са којима се ушло у рат преслабе пробојности, а како је оклоп тенкова постајао све дебљи, калибри топова се стално повећавају. Тако су калибри ПТ топова 1939. обично 25, 37, 40, 45 и 47 mm. Око 1943. су већ 50, 57, 75 и 76 mm, а крајем рата већ и 85, 88, 100, па и 128 mm.
Повећање пробојности се постиже и увођењем кумулативних и поткалибарских граната, и повећањем дужине цијеви да се постигне већа почетна брзина зрна. Покретљивост оруђа се повећава моторном вучом и монтирањем на возила, углавном шасије застарјелих тенкова, чиме се добијају самоходни топови (самохотке).
У СССР се хаубице и топ-хаубице 122 и 152 mm монтирају на тенковске шасије и добијају се самоходна пратећа оруђа СУ-122 и СУ-152. САД имају самоходни топ М.2 калибра 155 mm. Њемачка има Веспе и Хамел за артиљеријску подршку, а Штурмгешуц (Sturmgeschütz) за директну ватрену подршку и касније ПТ одбрану, у недостатку тенкова.

##### Југославија
Југославенски партизани користе топове заплијењене од непријатеља (Италијана, Нијемаца, „НДХ“) све до 1944. Пјешадијски топови 37 mm, брдски 65 и 75 mm и ПТ топови 75 mm се највише користе.
Касније се добијају разни калибри топова од СССР и западних савезника.

#### Послије Другог свјетског рата
Тежи се даљем побољшању особина као покретљивости, већем хор. и верт. пољу дејства, домета (увођењем граната са ракетним погоном), могућности испаљивања нуклеарне муниције (код већих калибара) и проширењу асортимана муниције (експлозивне, мине, БОТ, итд.).
Долази до масовног увођења бестрзајних топова, поготово за јединице којима је висока мобилност нужна. Почетком 1950-их година бестрзајни топови имају калибар 57-107 mm, домет 3-8 km, масу 20-400 kg.
Пољски топови имају калибар 75-88 mm, домет 12-15 km, масу 1100-1600 kg. Тешки т. имају калибар 100-220 mm, домет 16-30 km, масу 3000 - 40000 kg.
Због развоја нуклеарног и ракетног оружја, улога класичних топова се донекле смањује. Тако се противтенковски топови замјењују противтенковским (ПТ) ракетама и бестрзајним топовима, а за ватрену подршку хаубицама. Далекометни топови се замјењују ракетама земља-земља.

##### СФР Југославија
Поред кориштења совјетских и америчких топова, развијен је и југословенски брдски топ М.48 Б-1, који има и ПТ способности. Калибра је 76 mm.
Топ М.54 совјетске производње у наоружању СФРЈ је калибра 130 mm, има домет 25 km а масу око 8 тона.

## Топови на тенковима

### Први свјетски рат
У току Првог СР, користе се обични пољски топови уграђени у оклопљена лежишта на тенку (са чим је ограничено поље дејства на 50 (њем. тенк А7В) до 110 степени (британски тенкови Марк I-5)). Топови су калибра 37 до 75 mm.
Код британских тенкова Марк 1-5 могло се гађати само у страну са бочних спонзона (избочина) гдје су топови били смјештени. Топ тенка Шнајдер ЦА1 могао је гађати само напријед и десно од смјера кретања тенка, због фиксне инсталације у предњем зиду тенка.
У каснијем периоду рата топ се уграђује и у куполу (фра. тенк Рено ФТ-17), чиме је омогућено кружно поље дејства од 360 степени.
На тенковима није било посебних справа за нишањење. То је значило да је гађање из покрета било непрецизно, па се углавном изводило само са застанка.

### Између Првог и Другог свјетског рата
Прешло се свуда на топ монтиран у обртној куполи. Обично су калибра 20-47 mm и ограничене пробојне моћи, јер се погрешно сматрало да ће борба тенка против тенка бити ријетка. Боље нишанске справе омогућују гађање из покрета и са застанка. Топови су обично полуаутоматски, са ручним пуњењем, спрегнути са митраљезом за борбу против пјешадије.
Тенк Панцер 4 има кратки топ од 75 mm за подршку пјешадије експлозивним зрнима, док Панцер 3 има топ од 37 mm. Једино совјетски тенкови Т-34 и КВ-1 који се уводе у наоружање тек 1940. и 1941. имају дуже топове 76 mm који се могу ефикасно употријебити за ПТ борбу.

### Други свјетски рат
Чеони оклоп тенкова се појачава неколико пута (од 20-30 mm на 100-150 mm), па се на тенкове уграђују ПТ топови велике почетне брзине зрна и све већих калибара.
Тако СССР повећава калибре са 45 и 76 на 85, 100, 122 и чак 152 mm (топ-хаубица на СУ-152), Њемачка са 37 на 50, 75, 88, 128 mm (Панцерјагер Кенигстигер), САД од 37 на 75, 76 и 90 mm, Велика Британија од 40 на 57 и 76 mm.
Тенковским ПТ топовима се пробојна моћ повећава са гранатама које укључују: гранате са кумулативним дејством и поткалибарске.
Тенк Шерман САД добија и стабилизатор цијеви, са којим се цијев топа одржава под истим елевационим углом независно од кретања тенка.

### Послије Другог свјетског рата
Даље повећање пробојности оклопа тенковских топова постиже се повећањем калибра. Повећање брзине зрна је омогућено са пројектилима са додатним ракетним погоном, топовима глатке и продужене цијеви.
Уводе се и ПТ ракете које се могу лансирати из тенковског топа, а затим лете према циљу својим ракетним погоном. ПТ ракете могу бити самонавођене са инфрацрвеним, телевизијским или ласерским вођењем.
Аутоматски системи за гађање имају ласерски даљиномјер и систем за инфрацрвено осматрање, па могу да дјелују ноћу и у свим временским условима. Рачунари омогућују нишанџији да само означава циљ, а топ се аутоматски усмјерава према њему, узимајући у обзир температуру, брзину вјетра и друге промјењиве величине. Са тиме је постигнута висока вјероватноћа поготка са првим испаљеним пројектилом.
Муниција за ПТ борбу укључује кумулативне, поткалибарске, тандем и пластичне гранате. Пластичне гранате базирају дејство на Хопкинсоновом ефекту, и 1970-их година могу већ да пробију оклоп преко 400 mm дебљине. Гранате са тандем бојном главом имају више кумулативних пуњења које дјелују једно иза другог (у тандему) и могу да пробију челични оклоп дебљине и до 1.000 mm (1 метар).

## Топови противавионске артиљерије (ПАА)
У противавионској артиљерији топови су намијењени за уништавање циљева у ваздуху на малим висинама. Циљеви су авиони, хеликоптери и беспилотне летјелице. Већина противавионских (ПАВ) топова је оспособљена и за дјеловање против земањских циљева.
Дијеле се на лаке, средње и тешке, а по покретљивости на непокретне (фиксне, стационарне) и покретне (мобилне).
Лаки ПАВ топ је оруђе калибра 20-59 mm намијењено за уништавање циљева на малој висини, са великом брзином паљбе, са једном, двије, па и до 6 цијеви. Зрно обично има трасер за визуелно праћење и коректуру гађања.
Средњи ПАВ топ је калибра 59-99 mm, већег домета (до 7000 m) и користи гранате са близинским упаљачем. У данашње вријеме се ријетко користе, јер су углавном замијењени ПАВ ракетама.
Тешки ПАВ топ је калибра 100 mm и већег, а домета и преко 12 km. Не производе се више јер су их замијениле ПАВ ракете.
Нишанске справе су традиционално механичке, а новији модели имају рачунаре, радаре, ласерске даљиномјере, инфрацрвене осматрачке уређаје, телевизијске осматрачке уређаје и друго за правилно усмјеравање оруђа.

### До Првог свјетског рата
Први ПАВ топ је конструисан у Њемачкој и употријебљен против француских осматрачких балона у француско-пруском рату 1870-1871. Топ је био калибра 36 mm, учвршћен на колима са хоризонталним пољем дејства 360 степени а елевацијом -3 до 85 степени. Са једном од ових топова срушен је француски балон Дагер (Daguerre).
Пред Први свјетски рат ради се на развоју ПАВ топова, за коју сврху се углавном адаптирају пољски топови калибра 75-77 mm.

### Први свјетски рат
Показује се да постојећи модели нису задовољавајући за ПАВ дејства против авиона, због њихове велике брзине лета.
И даље се покушавају употријебити пољски и разноврсни застарјели топови за ПАВ дејства, али је њихов учинак врло слаб. До краја рата механички нишани су побољшани са увођењем нишана са приближним угловним претицањем, а јављају се и тешки ПАВ топови 100-105 mm.

### Између Првог и Другог свјетског рата
Даљи покушаји стварања универзалног пољско-противавионског топа у једном оруђу се настављају. Мада Југославија, Румунија и Чехословачка уводе у наоружање такве моделе (као Шкода М.28 калибра 80 mm), почетком 1930-их година постаје јасно да због повећане брзине авиона и висине лета, они могу да се ефикасно употријебе само као оруђа земаљске артиљерије.
Уводе се нови модели специјализованих ПАВ топова, високе почетне брзине зрна и дугачке цијеви. Добијају боље справе за нишањење, примитивне аналогне рачунаре, а лаки ПАВ топови трасер зрна за лакше гађање. Брзина гађања се повећава увођењем аутоматских и полуаутоматских система пуњења. Лафети су често четворокраки, што омогућава поље дејства од 360 степени.
У југословенској војсци тако ПАВ т. 76 mm М.36 и 75 mm М.37 Шкода имају командни аналогни рачунар Т-7, њемачки т. 75 mm Л60 рачунар Пшор (Pschorr), совјетски ПАВ топ 76 mm има рачунар ПУАЗО-1 и касније ПУАЗО-2.
Њемачка у Шпанији тестира свој нови ПАВ топ 88 mm са рачунаром М.36, који ће користити и у Другом свјетском рату.

### Други свјетски рат
Почетком рата све зараћене стране откривају да је број топова ПАА недовољан, нарочито за противавионску одбрану (ПАО) трупа.
ПАВ топови малог калибра постају стога бројнији. Повећава им се брзина гађања, често увођењем више цијеви, да би се парирало повећаној брзини авиона и осигурало њихово уништење у зони одбране. Компликоване нишанске справе за лаке ПАВ топове се напуштају, и умјесто њих користе обични механички нишани са концентричним круговима и трасер зрна за визуелно праћење лета пројектила ка циљу.
Средњи и тешки ПАВ топови добијају усавршене справе за откривање противника на даљини и висини (радар, побољшани аналогни рачунари). Елементи за гађање се преносе свим оруђима у батерији са централног командног мјеста. Повећан је калибар тешких ПАВ оруђа и на 120-133 mm, да би се омогућило гађање циљева на висинама и преко 10 km. Упаљачи пројектила добијају сатни механизам, а крајем рата и зрна са близинским упаљачима (САД, В. Британија).

### Послије Другог свјетског рата
Првобитно долази до даљег развоја ПАВ топова и увођења нових модела, најчешће самоходних (САД топ 2*40 mm М42 Дастер (Duster), 1*75 mm Скајсвипер (Skysweeper), СССР 2*57 mm ЗСУ-57-2 и вучне 85 и 130 mm).
Педесетих година 20. вијека долази до наглог развоја ПАВ ракета, па неки аналитичари сматрају да треба потпуно напустити ПАВ топове и прећи на ПАВ ракете. Ово гледиште је тестирано у Вијетнамском рату и арапско-израелском рату 1967. и показало се погрешним. Тадашње ПАВ ракете су биле неефикасне против циљева на малим висинама, и ПАВ топови су у ствари нанијели највећи број губитака авионима.
Са овим борбеним искуствима, долази до даљег развоја лаких ПАВ топова, који сада имају своје радаре и рачунаре, аутоматско одређивање параметара за гађање, и велику брзину гађања (обично више цијеви). Представници ове генерације су самоходни ПАВ топови ЗСУ-23-4 са 4 топа 23 mm (изузетно ефикасан у Јом Кипурском рату 1973.), амерички топ М163 Вулкан 20  са 6 цијеви, француски АМИКС ДЦА (AMX DCA) са 2 топа 30 mm.
Најновији модели лаких ПАВ топова су способни и за уништавање беспилотних летјелица, ракета и хеликоптера. Такви су амерички самоходни топ Сарџент Јорк (Sergeant York) 2*40 mm, њемачки Гепард (ПАВ топ) 2*35 mm. Руски 2К22 Тунгуска самоходни ПАВ систем има комбиновани систем - 2*30 mm топови и ПАВ ракете за бољу вјероватност уништења циљева.

## Топови бродске артиљерије
На бродовима се топови употребљавају од увођења ватреног оружја, и главно су наоружање бродова све до средине 20. вијека.

### Топови глатке цијеви
До 17. вијека слични су топовима земаљске артиљерије и прате њихов развој. Калибри су обично мањи од 200 mm, а намјена топа је рушење једара, јарбола и уништавање живе силе противника.
Од тада, долази до развоја бродских топова у циљу њихове боље ефикасности против других бродова и гађања копнених циљева. Борбени комплет често укључује 50 ђулади за дејство по трупу брода, 10 двоструких ђулади спојених ланцима за дејство по једрима противника и 10 картеча (против живе силе).
Крајем 18. вијека долази до знатних побољшања - уводе се механички нишани, опаљивање се врши окидањем или барутном припалом, елевација је омогућена. Почетком 1800-их година нишанске справе су уведене на неким топовима, а уводи се и двокраки лафет и примитивни системи за амортизацију удара при опаљењу.
1824. француска ратна морнарица (РМ) уводи топове калибра 165 mm и веће који могу да гађају и разорним експлозивним бомбама. Ове су биле врло ефикасне све до појаве оклопљених бродова (монитор, касније бојни брод) средином 19. вијека.

### Спорометни топови са олученом цијеви
Ради повећања пробојности зрна и домета уводе се у употребу топови са олученом цијеви у периоду 1855-1880. Први модели су у ствари преправљени т. глатке цијеви са издуженим пројектилима умјесто дотадашње ђулади. Пуњење ових т. је било сприједа, али до 1880. све веће РМ прелазе на пуњење страга примјеном затварача цијеви.
Као примјер овог периода италијанска РМ 1876. године наоружава своје бојне бродове Дандоло и Дуилио са т. британске производње калибра 450 mm, масе 103 тоне, који са противоклопном гранатом почетне брзине 455 m/s и масе 1000 kg пробијају оклоп дебљине до 563 mm на даљини од 1000 m.
Сва оруђа имају двокраке лафете, и хидрауличне системе за кочење цијеви и враћање у полазни положај. Ефикасни домет је само око 1000 m, док се брзина гађања постепено повећава. Топови већег калибра су заштићени топовским кулама, обично са по више оруђа у једној.

### Брзометни топови

#### До краја Првог свјетског рата
Брзометни топови мањих калибара се првобитно уводе за дејство против торпиљарки, против којих су топови мале брзине гађања били неефикасни. Уводи се метак са сједињеним барутним пуњењем, побољшани затварач код кога се врши аутоматско запињање и избацивање чауре. Систем амортизације цијеви је побољшан и није потребно поновно нишањење послије сваког опаљења.
Од 1886. почиње израда и већих калибара брзометних топова, са чиме је 1880-их година омогућено повећање брзине гађања за калибре до 120 mm на 10-30 метака у минути, а великог калибра (до 305 mm) 1-3 метка у минути.
Увођењем малодимног барута 1884. долази до наглог скока могућности: брзина зрна је нарасла до 800 m/s, а са повећањем дужине цијеви домет је порастао на 6000 m.
Пред Први свјетски рат уводе се тешки топови калибра 343 - 381 mm, почетне брзине пројектила до 1000 m/s, домета око 20 km. Вијек трајања цијеви је само 100-120 метака због брзог трошења при овако великом оптерећењу. Топови су груписани у топовским кулама, по 2, 3 или 4 у једној.
Елевација је до 20 степени а уређаји за гађање и нишањење су знатно побољшани. Нишанским дурбинима гађање се изводи на великој даљини, а топови добијају елементе за гађање од централног аналогног командног рачунара, с којим су везани синхроном везом. На топовима мањег калибра повишена елевација омогућава дејство и против ваздушних циљева.
Подморнице обично имају топове мањег калибра за борбу против слабо наоружаних бродова, а изузетно 152 па и 305 mm (британске подм. крсташи). Топови су посебно конструисани да издрже корозију и роњење.

#### Између Првог и Другог свјетског рата
Првобитно нема већих измјена, а калибри су ограничени на 381 mm међународним споразумом из 1922. Касније се уводе побољшања као продужене цијеви, повишена елевација, побољшани системи за пуњење и друго. Малокалибарски ПАВ топови су обично са више цијеви, калибра 20-40 mm. Већина топова до 127 mm је универзална, дакле могу се употријебити против ваздушних, морских и копнених циљева.
Краљевина Југославија на бродовима има ПАВ топ 84 mm Д55 Шкода.

#### Други свјетски рат
Калибар неких тешких т. на бродовима се повећава на 406-457 mm. Сви топови малог калибра су оспособљени и за ПАВ гађање. Неки ПАВ топови имају калибар и 127 mm. Побољшавају се рачунарско-командни системи, системи везе и радарски уређаји се уводе у наоружање чак и за универзалне топове 40 mm. За малокалибарске ПАВ топове уводе се жироскопске нишанске справе. Долази до масовне употребе близинских неконтактних упаљача за гранате, нарочито ПАВ артиљерије.
У Југославији бродови партизана су често наоружани ПАВ топовима 20 mm и ПТ топовима 40 mm.

#### Послије Другог свјетског рата
Због увођења ракетног и нуклеарног наоружања долази до престанка развоја бојних бродова са великокалибарским топовима. Већина других бродова наоружана је универзалним топовима калибра до 127 mm и мањег, намијењеног за дејство против авиона, бродова и копнених циљева. Неки топови су у стању да гађају и ракетне пројектиле и крстареће ракете (амерички Фаланкс (Phalanx) систем са вишецијевним топом).
Аутоматизацијом топова је постигнута већа брзина паљбе и смањење броја послужилаца, који често сами могу да отворе ватру у року неколико секунди од опажања циља. Елементи за гађање се врло брзо обезбјеђују рачунарским уређајима спрегнутим са радарима, инфрацрвеним и другим нишанским уређајима. Противракетни систем Фаланкс је потпуно аутономан.
Конструкција је олакшана са увођењем лаких материјала, алуминијума и пластике. Гранате сад укључују експлозивне, освјетљавајуће, са додатним ракетним погоном ради повећаног домета, поткалибарне, са радарским бесконтактним упаљачем и друге.

## Топови обалске артиљерије

### Топови глатке цијеви
Развијају се слично топовима земаљске и бродске артиљерије, али су често, због фиксне позиције, већег калибра, домета и масе. Крајем периода глатке цијеви амерички топ система Далгрин (Dahlgreen) калибра 381 mm има домет 3800 m и масу ђулета 181 kg које на даљини 74 m пробија оклоп дебљине 178 mm.

### Спорометни топови са олученом цијеви
Почетком друге половине 19. вијека уводе се топови са олученом цијеви. Бољим црним барутом повећане су брзине зрна, домет и пробојност. Топови се често уграђују у разне врсте оклопних кула и купола.

### Брзометни топови
Први брзометни топови се уводе крајем 19. вијека, са намјеном дејства против брзих бродова. Са увођењем малодимног барута долази до даљег раста почетне брзине зрна (на 600-800 m/s), домета (до 12 km) и пробојности оклопа.
У Првом СР неки топови обалске артиљерије се постављају и на жељезничке платформе или вагоне, а адаптирају се и неки застарјели топови земаљске артиљерије за обалску одбрану.
У Другом свјетском рату се топови постављају у бетонске бункере, отпорније на дејство из ваздуха и јефтиније. Честа је употреба топова земаљске артиљерије.
Послије Другог свјетског рата тешки топови обалске артиљерије се напуштају, а топови малог и средњег калибра су обично универзални, са напредним рачунарским системима спрегнутим са радарима, инфрацрвеним уређајима и ласерским даљиномјерима. Тиме је омогућена већа брзина паљбе и већа вјероватноћа поготка.

## Топови авиона и хеликоптера
Намјена авионског или хеликоптерског топа је гађање из ваздуха циљева у ваздуху или на земљи.
У Првом СР се уз митраљезе, врше покушаји уградње топова на авионе. Између Првог и Другог светског рата, због повећања брзине лета и металне конструкције авиона која је повећала отпорност на митраљеске метке, долази до увођења топовског наоружања на већини ловачких авиона крајем тог периода.
У поређењу са т. земаљске артиљерије, вазд. топови су лакши, мањи и аутоматски. Калибри су обично 20-40 mm, брзина паљбе 600-2000 зрна у минути (амерички М61 Вулкан 20  са 6 цијеви и до 7200 метака-мин.), почетна брзина зрна 700-1300 m/мин.
Велика брзина паљбе је потребна да би се омогућило погађање циља и при врло великим угаоним брзинама и при врло кратком времену гађања.

## Народни изрази везани за топ
- Спава као топ - особа која спава дубоким сном
- Као из топа или Ко' из топа - учинити нешто муњевито
- Глув као топ - особа са слабим слухом